# Edgar Mitchell
Edgar Dean Mitchell (17. září 1930 Hereford, Texas, USA – 4. únor 2016 Lake Worth, Florida, USA) byl americký vojenský letec a kosmonaut, který stál jako šestý na Měsíci.

## Život

### Škola a výcvik

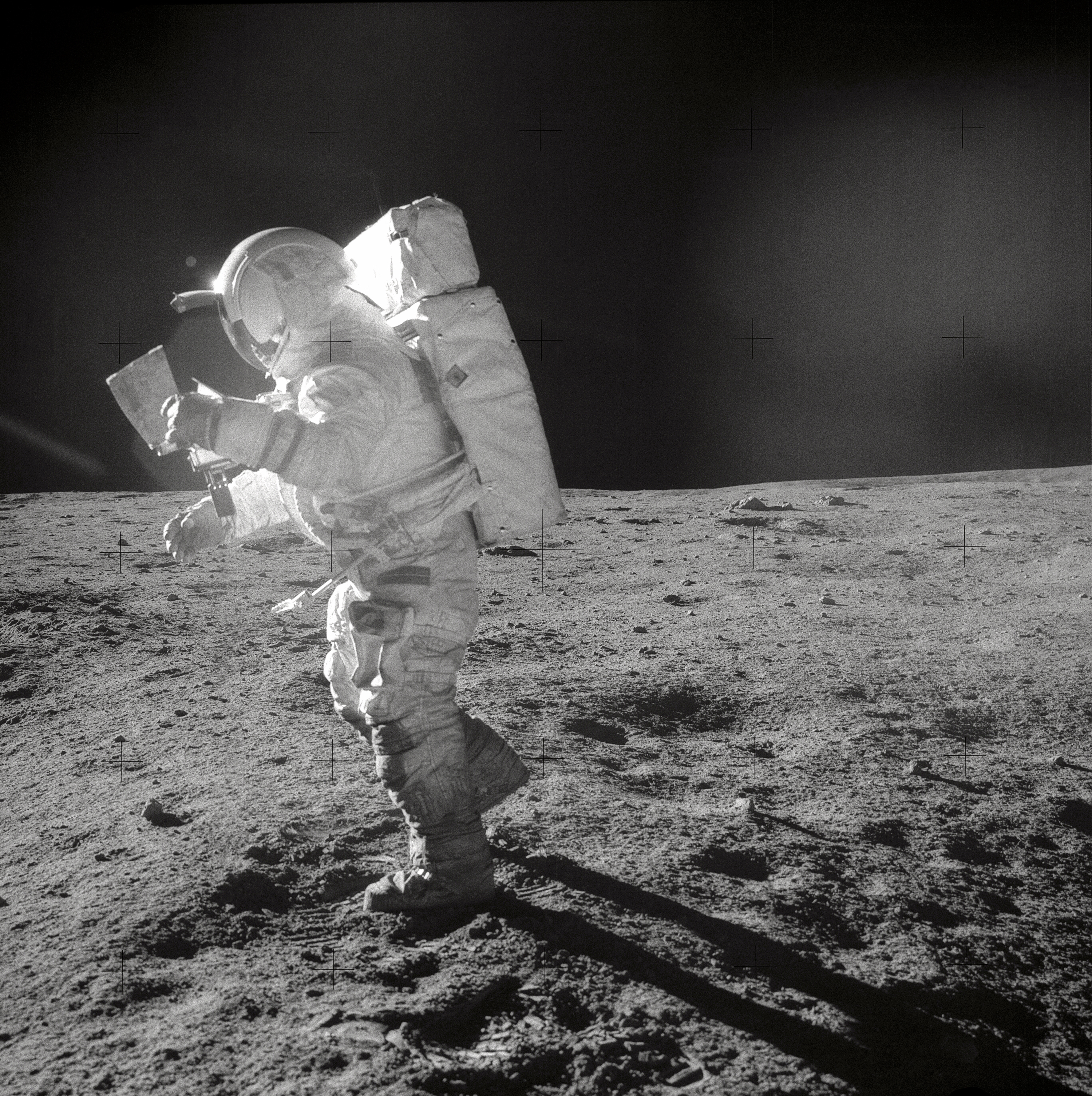
Edgar Mitchell při misi Apollo 14 na Měsíci

V roce 1952 dokončil studium na Carnegie Institut of Technology - studium průmyslové organizace práce. Pak nastoupil základní vojenskou službu u námořního letectva. Skončil ji jako aktivní důstojník, prožil dva roky na letadlové lodi, sloužil v Tichomoří, na Okinawě a roku 1958 se vrátil do USA. Stal se zkušebním pilotem u 5. průzkumné eskadry. Absolvoval studium na postgraduální škole vojenského námořnictva (U.S.Naval Postgraduate School), v roce 1961 ji zakončil jako letecký inženýr. Poté začal studovat na Massachusettském technologickém institutu (MIT) a do služby se vrátil roku 1964 jako doktor leteckých a astronautických věd. Stal se vedoucím koordinačního oddělení pro spolupráci vojenského letectva na projektu vojenské orbitální družice MOL. Pak následoval výcvik ve vojenské škole pro kosmické výzkumné piloty a dne 4. dubna 1966 byl přijat mezi americké kosmonauty.

### Let na Měsíc
Odstartoval v kosmické lodi Apollo 14 z kosmodromu na mysu Canareval společně s americkými kosmonauty Alanem Shepardem a Stuartem Roosou. Dne 5. února přistáli na Měsíci v oblasti Fra Mauro. Na Měsíc vystoupil jako šestý člověk ze Země hned po Shepardovi ještě téhož dne. Společně po 33 hodinách pobytu v pořádku odstartovali na zpáteční cestu k lodi kroužící po orbitální dráze kolem Měsíce, odtud celá trojice odletěla zpátky k Zemi, přistáli v kabině na padácích na hladině Tichého oceánu. Celkem strávil ve vesmíru 216 hodin..
- Apollo 14 (31. ledna 1971 – 9. února 1971)

### Následovalo po letu
Byl jmenován záložním pilotem pro měsíční modul Apolla 16. V říjnu roku 1972 opustil NASA i námořnictvo a stal se zakládajícím ředitelem Ústavu parapsychologie v Palo Alto v Kalifornii, byl také presidentem Edgar Mitchell Corporation v Palm Beach na Floridě.
Byl rozvedený a měl dvě děti. Ač byl nemocen a v nemocnici se podrobil operaci, zúčastnil se krátce poté 4. listopadu 2005 ve Švýcarsku Světového záhadologického fóra (World Mystery Forum).
V červenci 2008 vystoupil v britské rozhlasové stanice Kerrang! Radio s prohlášením, že mimozemšťané existují. Podle něj navštívili Zemi hned několikrát - ale vlády jejich přítomnost už šest desetiletí tutlají. Sedmasedmdesátiletý Mitchell dodal, že podle zdrojů NASA, jež kontakt s mimozemšťany zaznamenaly, jsou obyvatelé cizích planet „malí mužíčci, kteří nám připadají podivní“. NASA jeho tvrzení odmítla.
V roce 2011 NASA zažalovala 80letého Mitchela za údajný pokus prodat kameru a snímky z jeho mise k Měsíci na burze.
Edgar Mitchel zemřel 4. února 2016 v hospici ve West Palm Beach po krátké nemoci ve věku 85 let.